# 帕特里克·约翰逊
帕特里克·约翰逊（英語：Patrick Johnson，1972年9月26日—），澳大利亚男子田径运动员。他曾代表澳大利亚参加2002年、2006年和2010年英联邦运动会田径比赛，获得一枚铜牌。